# The Audience Is Listening
The Audience Is Listening é uma canção instrumental do guitarrista virtuoso estadunidense Steve Vai.
Ela é a faixa n.8 do álbum Passion and Warfare, lançado em Setembro de 1990.

## Single
Esta canção foi lançada como single promocional do CD Passion & Warfare, em 1990.
1. The Audience Is Listening - 5:30
2. The Animals - 3:55
3. Erotic Nightmares - 4:13

## Videoclipe
O videoclipe desta canção, quando foi lançado em 1990, ficou no Top 10 da MTV por 6 semanas.
O guitarrista jovem que aparece no clipe é Thomas "McRocklin" McLaughlin.

### Prêmios e Indicações
| Ano  | Música      | Prêmio                   | Indicação | Resultado | Ref.  |
| ---- | ----------- | ------------------------ | --------- | --------- | ----- |
| 1990 | Revista Raw | Best Selling Promo Video | Indicado  | 7o lugar  | [ 4 ] |

### Gravações
Abaixo encontra-se a tabela de onde a música é encontrada, e em qual versão.
| Lançamento | Versão                                                | Álbum                                 | Formato      | Tamanho  |
| ---------- | ----------------------------------------------------- | ------------------------------------- | ------------ | -------- |
| 1990       | Estúdio                                               | Passion and Warfare                   | CD           | 5:30 min |
| 1997       | Ao Vivo                                               | G3: Live in Tokyo                     | CD/DVD       | 8:59 min |
| 2009       | Ao Vivo acompanhada de violinos                       | Where The Wild Things Are             | DVD/Blu-Ray  | 5:50 min |
| 2010       | Ao Vivo acompanhada de violinos                       | Where The Other Wild Things Are       | CD           | 5:50 min |
| 2011       | Ao Vivo (acompanhado por músicos da banda Whitesnake) | Whitesnake - Live at Donington 1990   | CD/DVD/Vinyl | 3:01 min |
| 2015       | Ao Vivo                                               | Stillness in Motion: Vai Live in L.A. | CD/DVD       | 7:24 min |